# Alfred Borkowski (entomolog)
Alfred Borkowski (ur. 11 kwietnia 1937 w Einsiedel (Chemnitz), Niemcy, zm. 17 listopada 2018) – polski entomolog.

## Życiorys
W 1962 ukończył studia na Uniwersytecie Wrocławskim, w 1975 obronił doktorat na Uniwersytecie im. Adama Mickiewicza w Poznaniu. Od 1962 do 1989 pełnił funkcję kustosza Muzeum Przyrodniczego w Jeleniej Górze-Cieplicach, od 2 stycznia 1962 był młodszym asystentem muzealnym, od sierpnia 1965 asystentem muzealnym, od 1 lipca 1966 kierownikiem muzeum, a od 1 stycznia 1969 adiunktem muzealnym.
Alfred Borkowski jest lepidopterologiem, odonatologiem i fotografem owadów, a także znawcą motyli z rodziny Nepticulidae (Pasynkowate), zajmował się ich systematyką, taksonomią, morfologią i bionomią. Badał faunistykę, ekologię i zoogeografię wybranych rodzin motyli i ważek oraz wykorzystaniem ich jako bioindykatorów do ochrony przyrody. Uczestniczył w pracach nad uporządkowaniem systematyki Nepticulidae, opracowywał motyle minujące w Sudetach Zachodnich. Wniósł znaczący wkład w poznanie rozmieszczenia Nepticulidae Polski i wschodnich Niemiec, głównie Brandenburgii oraz ważek w dawnym województwie jeleniogórskim i Dolinie Dolnej Odry.

## Dorobek naukowy
Autor 15 publikacji dotyczących motyli i 2 dotyczących ważek, współautor monografii Karkonosze Polskie. Fotografie jego autorstwa były publikowane w czasopismach polskich i zagranicznych.

## Odznaczenia
- Srebrny Krzyż Zasługi (1979);
- Złoty Krzyż Zasługi (1988).